# 2014年ソチオリンピックのモンゴル選手団
2014年ソチオリンピックのモンゴル選手団（2014ねんソチオリンピックのモンゴルせんしゅだん）は、2014年2月7日から23日までロシアのソチで開催されたソチオリンピックモンゴル選手団の名簿。

## 選手団
- 人員: 選手 2人
- 開会式旗手: ビャンバドルジ・ボルド

## クロスカントリースキー
- ビャンバドルジ・ボルド

男子15kmクラシカル (80位、48:29.6)
- オトゴンツェツェグ・チンバット

女子10kmクラシカル (70位、38:43.1)